# Castelo de Aberscross
O Castelo de Aberscross foi um castelo perto da aldeia deserta de Aberscross, perto de Dornoch, em Highland, na Escócia.

## História
O castelo já foi a casa dos Murray de Aberscross, que se estabeleceram na área no final do século XII.